# Psychopsis limminghei
Psychopsis limminghei är en orkidéart som först beskrevs av Charles Jacques Édouard Morren och John Lindley, och fick sitt nu gällande namn av Mark W. Chase. Psychopsis limminghei ingår i släktet Psychopsis och familjen orkidéer. Inga underarter finns listade i Catalogue of Life.

## Bildgalleri

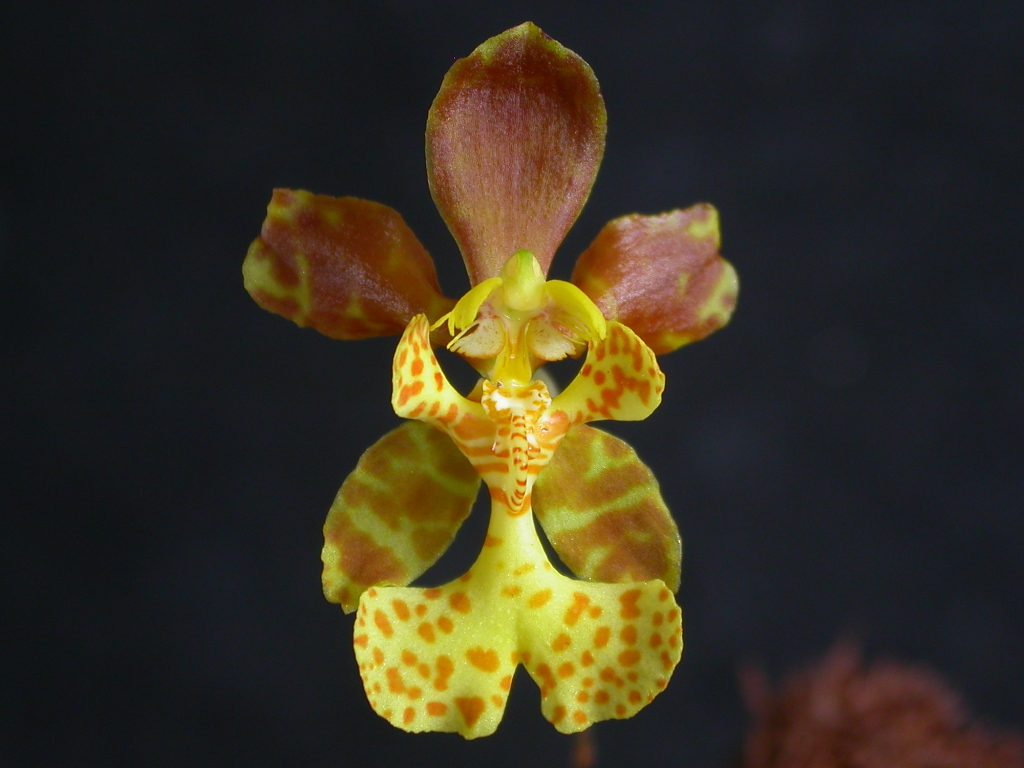
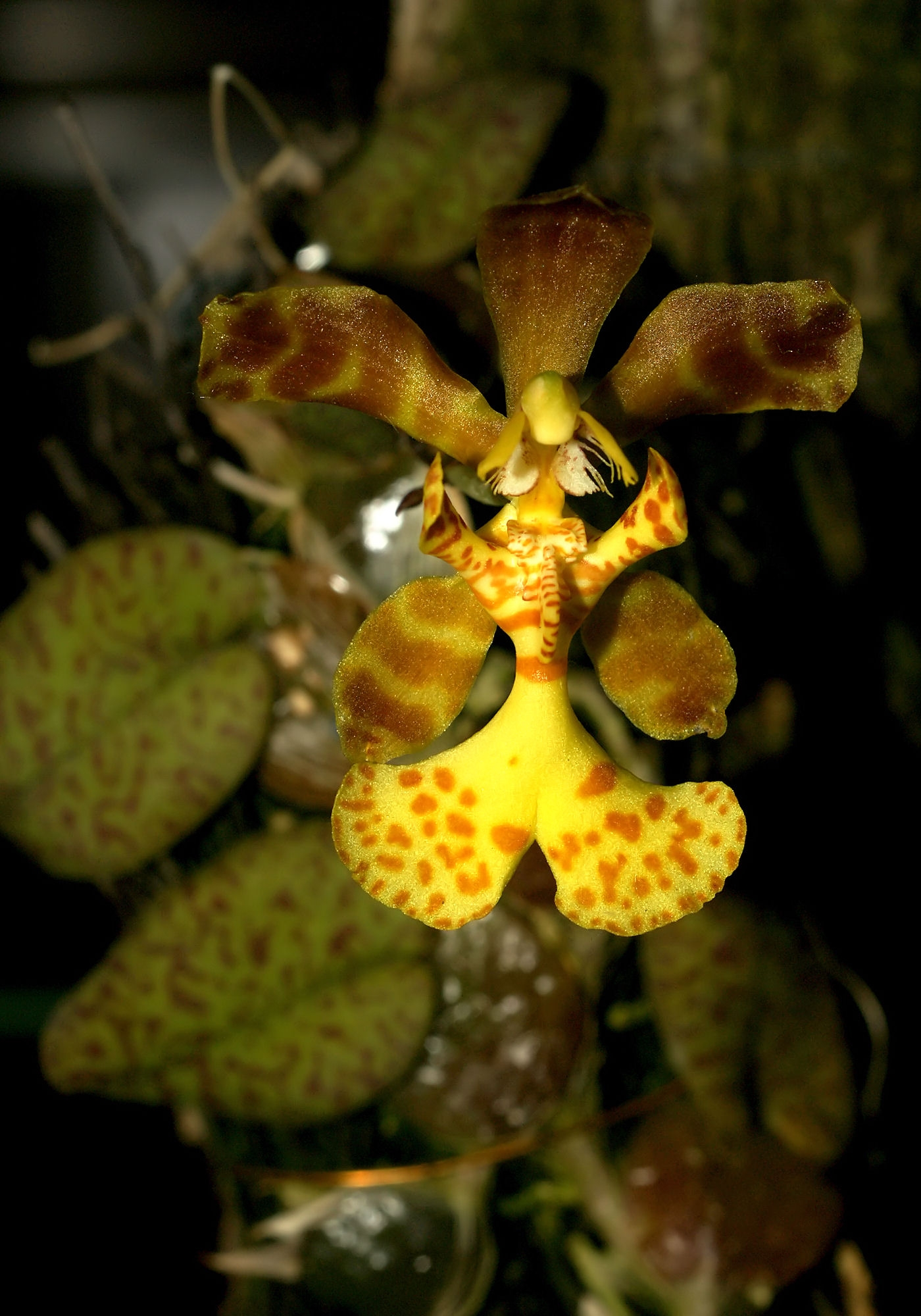